# نبرد لپانتو
لپانتو خلیجی در یونان است و شهری در آنجا نیز به همین نام خوانده می‌شده‌است.

## مقاله های مرتبط
نیروی دریایی عثمانی